# Sistema neumático de una aeronave
Los sistemas neumáticos en aviones operan de manera muy parecida a los sistemas hidráulicos. Estos sistemas cumplen funciones principales y auxiliares. En primer lugar, la neumática se emplea a veces como fuente primaria de potencia para mandos de vuelo.
La principal diferencia con el hidráulico es que el neumático de potencia emplea aire a presión, en lugar de fluidos hidráulicos, como medio transmisor de potencia a los martinetes (neumáticos) de los mecanismos del avión.

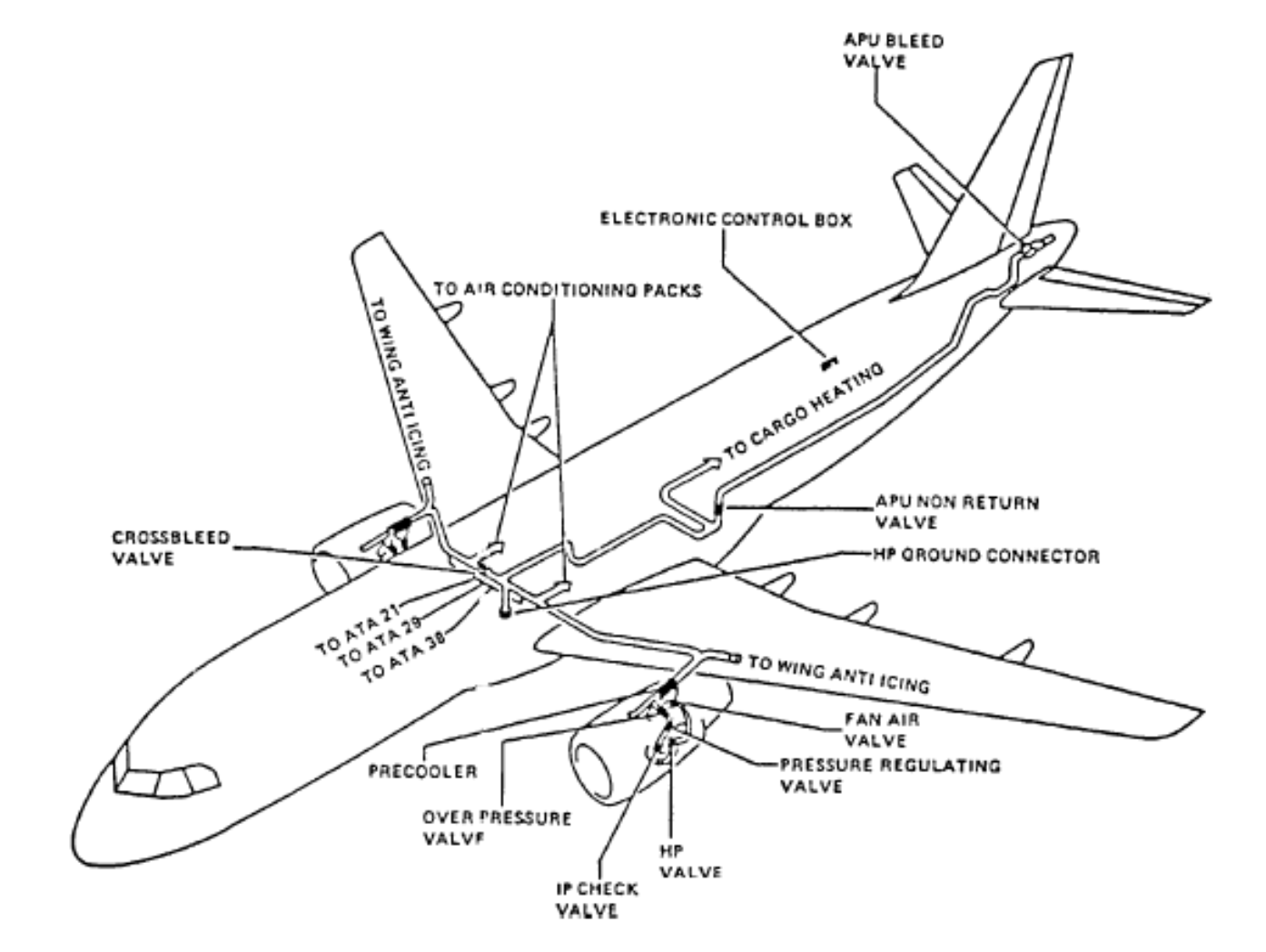
Esquema general sistema neumático de una aeronave

## Clasificación de los sistemas neumáticos
Los sistemas neumáticos se clasifican en tres grupos:

### Sistemas de alta presión
Oscilan de 65 kg/cm² a 350 kg/cm². Son los sistemas neumáticos de potencia, propiamente dichos. El sistema no puede ser recargado durante el vuelo y está reservado para operaciones de emergencia (tren y frenos). Emplean un depósito con dos válvulas (de carga y de control). 

### Sistemas de presión intermedia
Oscilan entre presiones de 7 kg/cm² a 65 kg/cm². No tienen depósito y toman el aire del compresor de la turbina. Se usan para deshielo del motor y ala (entre otros).

### Sistemas de baja presión
Presiones que oscilan de 0,1 k g/cm² a 7 kg/cm². Los sistemas neumáticos de baja presión e encuentran, sobre todo, en los aviones pequeños con motor de émbolo. Suministran aire para el accionamiento de instrumentos giroscópicos, circuitos de algunos pilotos automáticos, deshielo neumático, etc.
La mayoría de los sistemas neumáticos de potencia empleados tienen una presión nominal en torno a los 250 kg/cm² (3.500 psi), lo que supondría que generalmente son sistemas de alta presión.

## Fuentes de aire a presión

Diagrama del funcionamiento de un turborreactor.

### Compresor

Compresor axial

#### De descarga

Esquema de una válvula de bola

## Sistema neumático de emergencia

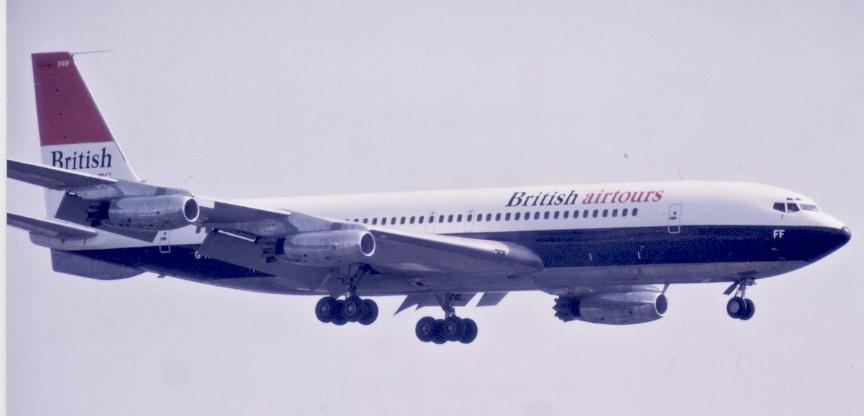
Boeing 707

## Sistema de sangrado de aire

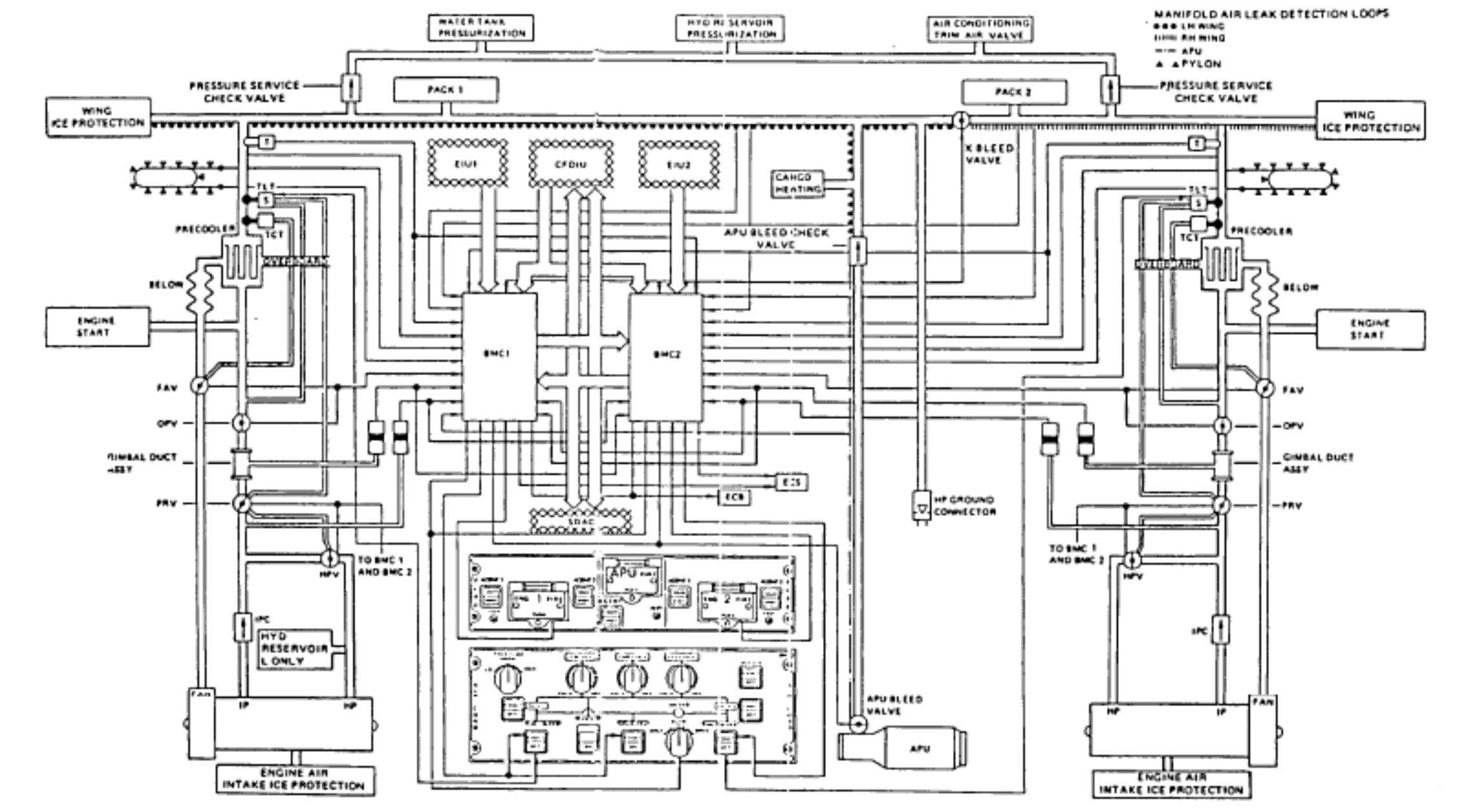
Esquema específico del sistema neumático de una aeronave